# مهمان (فیلم ۲۰۰۲)
«مهمان» (انگلیسی: The Visitor (2002 film)) یک فیلم استرالیایی به کارگردانی دان کستل و با بازی بری اتو و نیکولاس کارپنتر است.